# Ямельник (Новомейський повіт)
Ямельник (пол. Jamielnik, нім. Jamielnik, 1940-45: Mispelwald) — село в Польщі, у гміні Нове-Място-Любавське Новомейського повіту Вармінсько-Мазурського воєводства.
Населення — 1031 особа (2011).
У 1975-1998 роках село належало до Торунського воєводства.

## Демографія
Демографічна структура станом на 31 березня 2011 року:
|          | Загалом | Допрацездатний вік | Працездатний вік | Постпрацездатний вік |
| -------- | ------- | ------------------ | ---------------- | -------------------- |
| Чоловіки | 501     | 125                | 334              | 42                   |
| Жінки    | 530     | 148                | 298              | 84                   |
| Разом    | 1031    | 273                | 632              | 126                  |